# Leo García
Leo García (né le 31 août 1987 à Moreno, dans la province de Buenos Aires) est un chanteur argentin de rock et musique électronique. Il joue également de l'ambient.

## Biographie
En 2001 apparaît Morrissey, dédiée à la chanteuse britannique et utilisée par l'artiste comme un moyen de rendre publique son homosexualité. La chanson est ensuite parodiée dans différentes versions qui ont changé les paroles originales, l'une des plus connues étant la reprise cumbia pop à succès par le groupe Los Parraleños, rebaptisée « Megadeth ».
Fin 2010, il commence à collaborer à la production du premier album de la chanteuse chilienne Camila Silva, gagnante de la première saison de l'émission Talento chileno. Dans son édition de septembre 2012, le magazine Rolling Stone classe García à la 79e place des 100 meilleurs guitaristes de rock argentin
En 2013, il sort l'album Algo real. En 2015, il reçoit le premio Konex - Diploma al Mérito dans la discipline solo pop masculin.
Début 2016, il sort Bailar, une chanson du genre EDM avec la vidéo correspondante. La chanson atteint la première place de Tus 25, un programme de la station de radio mexicaine Tu Dial. Fin 2016, il sort une chanson intitulée Youtuber (composée avec Gaspar Tessi) et réalisée par le célèbre vidéaste argentin Marito Baracus.

## Discographie
- 1994 : Entre Rosas (Avant Press) (EP)
- 1996 : Avant Press (Avant Press)
- 1998 : Boutique (Avant Press) (inédit)
- 1999 : Vital
- 2000 : Clap Beat
- 2000 : Rascacielos (EP) (avec Gustavo Lamas)
- 2001 : Mar
- 2003 : Vos
- 2005 : Cuarto creciente
- 2008 : El Milagro del Pop
- 2009 : El Milagro Dance
- 2010 : Común y especial
- 2013 : Algo real
- 2016 : Música del corazón
- 2022 : Punk